# Wordless Anthology II 〜Masahiro Andoh Selection & Remix +1〜
『Wordless Anthology II 〜Masahiro Andoh Selection & Remix +1〜』（ワードレス・アンソロジー2 マサヒロ・アンドウ・セレクション&リミックス+1）は、THE SQUARE/T-SQUAREのベスト・アルバムである。
1999年2月20日にリリース。+1は未発表曲の意（曲の数ではない）。

## 解説
T-SQUAREデビュー20周年を迎えて発売されたベスト・アルバム。リーダーの安藤まさひろが自ら選曲、リミックスされた楽曲を収録。未発表音源として「IT'S MAGIC」と「FORGOTTEN SAGA」のライブ・テイクが収録された。
「Wordless Anthology」はベーシストで選曲を区切っているが、『II』では田中豊雪が在籍した期間の楽曲が収録されている。田中はスラッピングを得意としており、彼の参加と共にスクェアのステージはガラッと変わる。観客がスタンディングで盛り上がるライブはジャズ・フュージョンの世界では当時少なかったと思うし、またそうしたライヴのできるスクェアを形作ったのは彼のパフォーマンスだった。この辺りからファン層も広がり、今のスクェアの演奏スタイルが出来上がってきたのもこの頃だった。
また和泉宏隆の加入は、スクェア・サウンドの完成を決定づける出来事だった。和泉の持っている知識やセンスはそれまでのスクェアに全く欠けているもので、彼の書く曲はスクェアの大事なカラーになった。仙波清彦やマイケル河合、久米大作が在籍していた頃はどちらかというと斜めに構えたところで音楽をやるムードがバンドにあったが、和泉が入ってからはきちっと設計図を引いてシリアスに音楽を作っていく方向へと変化していった。『Rockoon』から始まった安藤の歌もの指向は『MAGIC』まで続いたが、歌を入れれば入れる程伊東たけしとのバランスが難しくなるのと、和泉の加入によってスクェア本来の音楽が確立されていったことで、歌への憧れも断ち切った。
ちょうどユーミン（松任谷由実）のバックもやっていた頃で、『うち水にRainbow』では彼女が曲を書いてくれたり、伊東がサントリーのCMに出た事などもきっかけになり、俄然多くの人がスクェアの音楽を聴いてくれるようになった。コンサートもホールでできるようになり、当時憧れだった海外（ハワイ）レコーディングも実現し、本当に有意義な時期だった。初めての事もいっぱい体験できて、不安もあったが期待を達成した充実感もあって、「音楽家になってよかったなー」などと実感したりしたという。フュージョンバンドでありながら、メロディーや構成美も大切にした曲作りをしていくという音楽的な方向も定まって、バンドとして上り調子の充実した時期だった。
ブックレットには安藤によるライナーノーツと楽曲解説、1998年までのバンドのバイオグラフィーが収載されている。

## 収録曲
1. CHOU CHOW - 安藤まさひろ作曲
アルバム『MAGIC』に収録。この時はもう仙波清彦はメンバーではなかったが、他のメンバーからは必要とされていて、この曲はどこか彼のカラーをイメージして作られたところのある最後の曲だった。彼がスタジオに入ってくるとガラッとムードが変わるという。安藤は「真面目にやるのがバカみたいに思えてくるんですよね（笑）」と語っている[1]。
2. IT'S MAGIC - 安藤まさひろ作曲
アルバム『MAGIC』に収録。当時ディスコが流行っていて、それに合うんじゃないかと言われた曲。安藤としてはそういうつもりで書いたわけではないが、この頃よくマネージャーと新宿のディスコにレコードを持って回っていた。オリジナルではキャサリーンのヴォーカルが入ってるが、今回は伊東たけしのサックスによるライヴ・バージョンを収録[1]。
3. CHANGE YOUR MIND - 久米大作作曲
アルバム『脚線美の誘惑』に収録。久米大作の曲だが、なぜかレコーディングされたのは和泉に交代してからだった。マクセルのCM曲にもなっていて話題になった曲だった[1]。
4. HEARTS - 安藤まさひろ作曲
アルバム『脚線美の誘惑』に収録。当時、東京の溜池にある歩道橋に「たんすほどうきょう」と書いてあったのを強く覚えていて、タイトルが付くまでは冗談でそう呼ばれていた。当時ポリスのギターのアルペジオが印象に残っていて、そんな曲が作りたいなと思ってて出来た曲だった。「サビの転調が面白いかな」と安藤自身も気に入っている曲[1]。
5. SABANA HOTEL - 安藤まさひろ作曲
アルバム『うち水にRainbow』に収録。スクェアは元気のいい曲かバラードのどちらかで、中くらいの曲はあまりなくそういう曲が欲しいなという時に、ライブで一時期よくやっていたナンバーだった。オープンなソロではなく、ギターとサックスの掛け合いや構成がすごくはっきりしている曲で、ライブでも重宝した曲だった。バンド内でも人気の高い曲[1]。
6. TRAVELERS - 和泉宏隆作曲
アルバム『ADVENTURES』に収録。当時この曲と「ALL ABOUT YOU」の2曲は、伊東がリリコンを吹く姿とともに、サントリーのCMで使用され有名になった。伊東はとてもかっこよく、彼自身も有名になってファンも一気に増えた。安藤は出会った時から伊東には華があると思っていたので、「ぼくの人を見る目もすてたものじゃないな、と（笑）」思ったという[1]。
7. CAPE LIGHT - 和泉宏隆作曲
アルバム『ADVENTURES』に収録。安藤は、和泉のバラードの名曲はいっぱいあると思うが、この曲を初めて聴いたときにニューヨークのマンハッタン島の明かりのイメージがあり、個人的に非常に好きな曲だった[1]。
8. OMENS OF LOVE - 和泉宏隆作曲
アルバム『R・E・S・O・R・T』に収録。小泉今日子がカヴァーしたりということでも取り上げられて、ライブでも相当やった曲だった。認知度が非常に高く、和泉の曲の中でも最大のヒット曲だと思うという。この辺りからロック的8ビートの曲が出始めて、その筆頭の曲となっている[1]。
9. IN THE GRID - 安藤まさひろ作曲
アルバム『R・E・S・O・R・T』に収録。「OMENS OF LOVE」とともに、ハワイでレコーディングした曲。夢のハワイ・レコーディングだったが、実際にはスタジオのミキサーの修理から始めたり、遠くで雷が鳴ると送電のトラブルでテープレコーダーが止まったりして、食事でもまずいステーキに飽きて日本食を探したりと、大変な思いをすることになった。だが一つ一つのことが新鮮で、いい経験の出来た楽しい思い出として記している。オリジナルメンバーだったマイケル河合がディレクターについて、それもとても楽しかったという。このとき初めてジェリー・ヘイにブラスのアレンジをお願いして、そのお洒落さに驚き、この頃からブラスが入るようになってきた[1]。
10. FORGOTTEN SAGA - 和泉宏隆作曲
アルバム『R・E・S・O・R・T』に収録。和泉バラードの名曲のうちの1曲。これはライブ録音で音質はあまりよくなかったが、和泉と伊東のソロがよかったので入れることになった。ギターのイントロから出ていて、そこがオリジナルとも違うテイクになっている。「Wordless Anthology」シリーズではあまりみんなの聴いたことのない音源を入れようと思い、今回のこのアルバムでは、この曲と「IT'S MAGIC」が1985年の調布グリーンホールでのライブによる未発表ライブ音源になっている[1]。
11. TAKARAJIMA - 和泉宏隆作曲
アルバム『S・P・O・R・T・S』に収録。これも和泉の曲で、安藤いわく「名曲中の名曲」。ライブでも相当演奏し、イントロだけでも盛り上がってしまうほどのスクェアの代表曲になっている。当時伊東がニューヨークでソロ・アルバムを作ってきて、その影響でジャマイカなどで流行っていた「ダウ・サウンド」というのをやろうと言って、ちょっとそう言った方向に行った妙なアルバムだったが、その中で唯一ポップでまともな曲だと述べている。伊東のリリコンが定着して、ああいった楽器で歌い上げた代表曲にもなっている[1]。